# オセロット

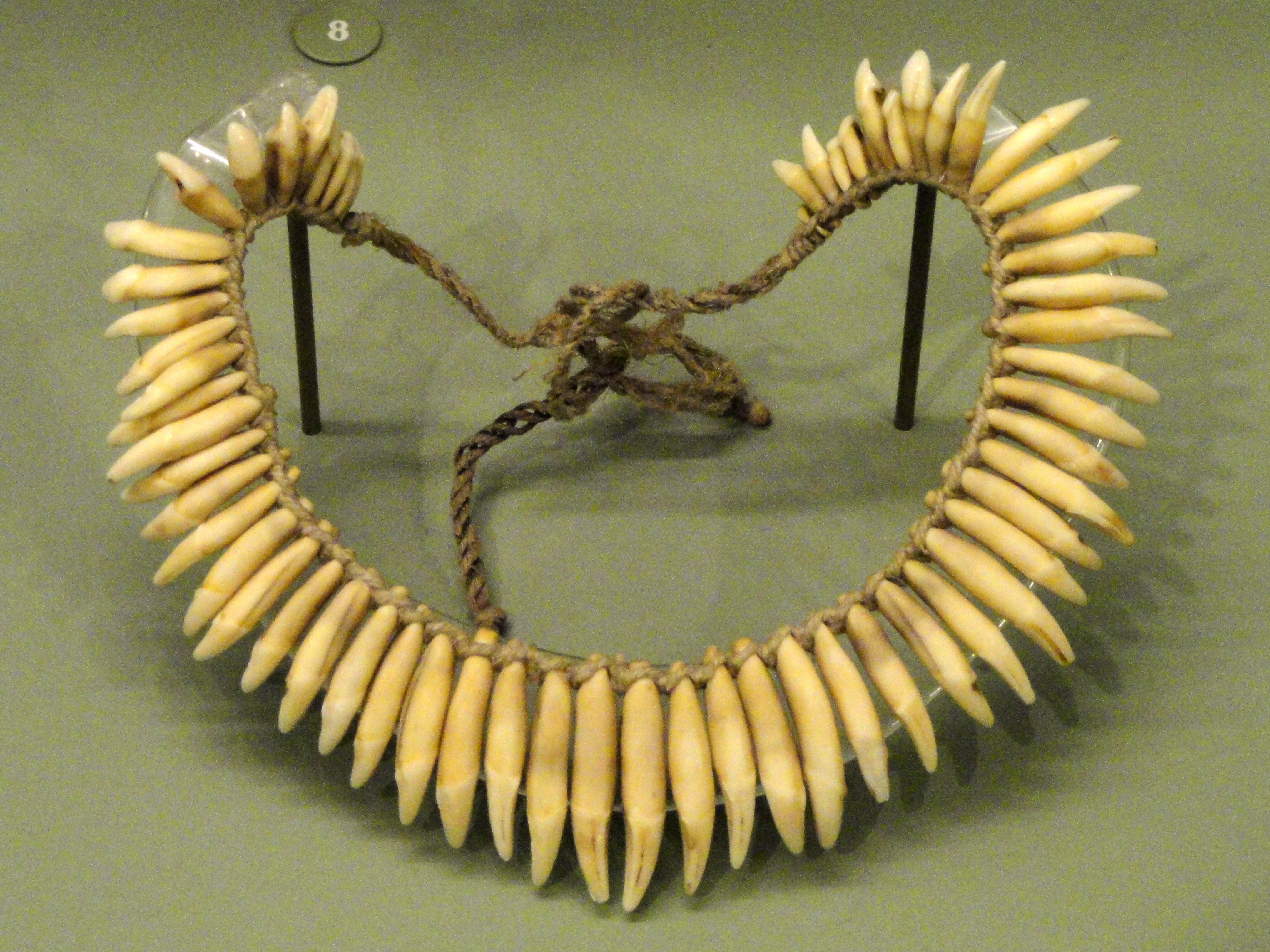
ブラジルのCaapores族によってオセロットの歯から作られた首飾り

オセロット（Ocelot、学名：Leopardus pardalis）は、哺乳綱食肉目ネコ科オセロット属に分類される食肉類。
名前の由来は、ナワトル語の「ocelotl」。

## 形態
同じ地域に生息するジャガーネコやマーゲイと類似した外観をもつが、オセロットの体長は65-120 cm、尾の長さは 27–61 cm、体重9-16 kg とより大型である。体毛は短く、四肢は頑丈。黒い斑紋で縁取られたオレンジ色の斑紋（梅花紋）。種小名pardalisは「ヒョウ」の意。地色は灰白色や黄色、濃褐色など個体によってさまざまで、体前方から後方に向かって黒く縁取られた斑が並んでいる。虹彩は褐色。

## 生態
オセロットは主に南アメリカの熱帯雨林に生息しているが、メキシコやアメリカ・テキサス州の一部にも分布しており、草原や人間の集落近くに姿を現すこともある。夜行性でその行動範囲は非常に広い。普段は単独で行動し、他の個体と出会うのは通常は交尾のためだけである。ただし、樹上や深い茂みの中で休息をとる日中はまれに他の個体と場所を共有することもある。繁殖期については初夏と冬である、定まっていない、などの説がある。妊娠期間は約70日で、一度の出産で1-4子を産む。
他のネコ科の動物と異なり泳ぎが上手く、樹上生活に適応しており木登りも行うが、大抵は地上を行動圏としている。自身よりはるかに小型のサル、ナマケモノ、ハナグマ、ヘビ、シロミミオポッサム、キタオポッサム、げっ歯類及び鳥類等を捕食する。オセロットは非常に鋭い視力を持つが、獲物を追跡するのに臭いを辿ることが研究によって判明している。

## 状態
オセロットの毛皮は非常に高価なものとされ、また人に慣れやすく今なおヤマネコの中でペットとして最も人気のある種類であるため、乱獲が続いた。多くの国で絶滅危惧種に指定されている。
P. p albescens
ENDANGERED (IUCN Red List Ver. 2.3 (1994))

## 亜種と分布
- L. p. pardalis - アマゾン熱帯雨林
- L. p. aequatorialis - アンデス北部
- L. p. albescens - メキシコ、アメリカ合衆国（テキサス州）
- L. p. maripensis - ベネズエラ、ガイアナ、トリニダード・トバゴ
- L. p. mearnsi - 中央アメリカ
- L. p. mitis - アルゼンチン、パラグアイ
- L. p. nelsoni - メキシコ
- L. p. pseudopardalis - コロンビア
- L. p. puseaus - エクアドル
- L. p. sonoriensis - メキシコ
- L. p. steinbachi - ボリビア